# Capurodendron antongiliense
Capurodendron antongiliense är en tvåhjärtbladig växtart som beskrevs av Aubrev. Capurodendron antongiliense ingår i släktet Capurodendron och familjen Sapotaceae. Inga underarter finns listade i Catalogue of Life.